# Kopaniny (Čáslavsko)
Kopaniny (německy Kopanin) je malá vesnice, část obce Čáslavsko v okrese Pelhřimov. Nachází se asi 1,5 km na jihozápad od Čáslavska. Prochází zde silnice II/150. V roce 2009 zde bylo evidováno 21 adres. V roce 2001 zde trvale žilo 20 obyvatel.
Kopaniny leží v katastrálním území Čáslavsko o výměře 6,66 km2.

## Galerie

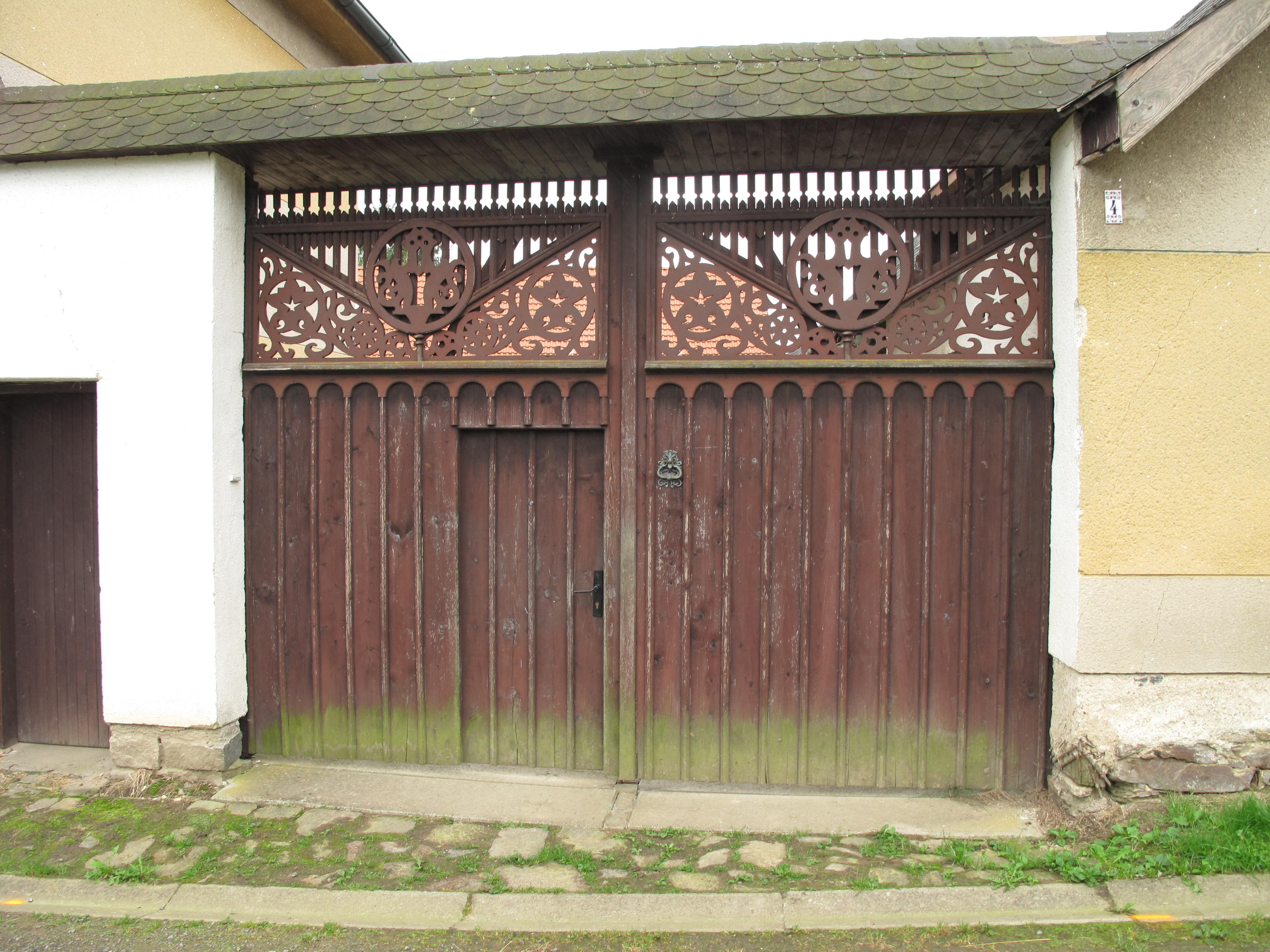
Vrata
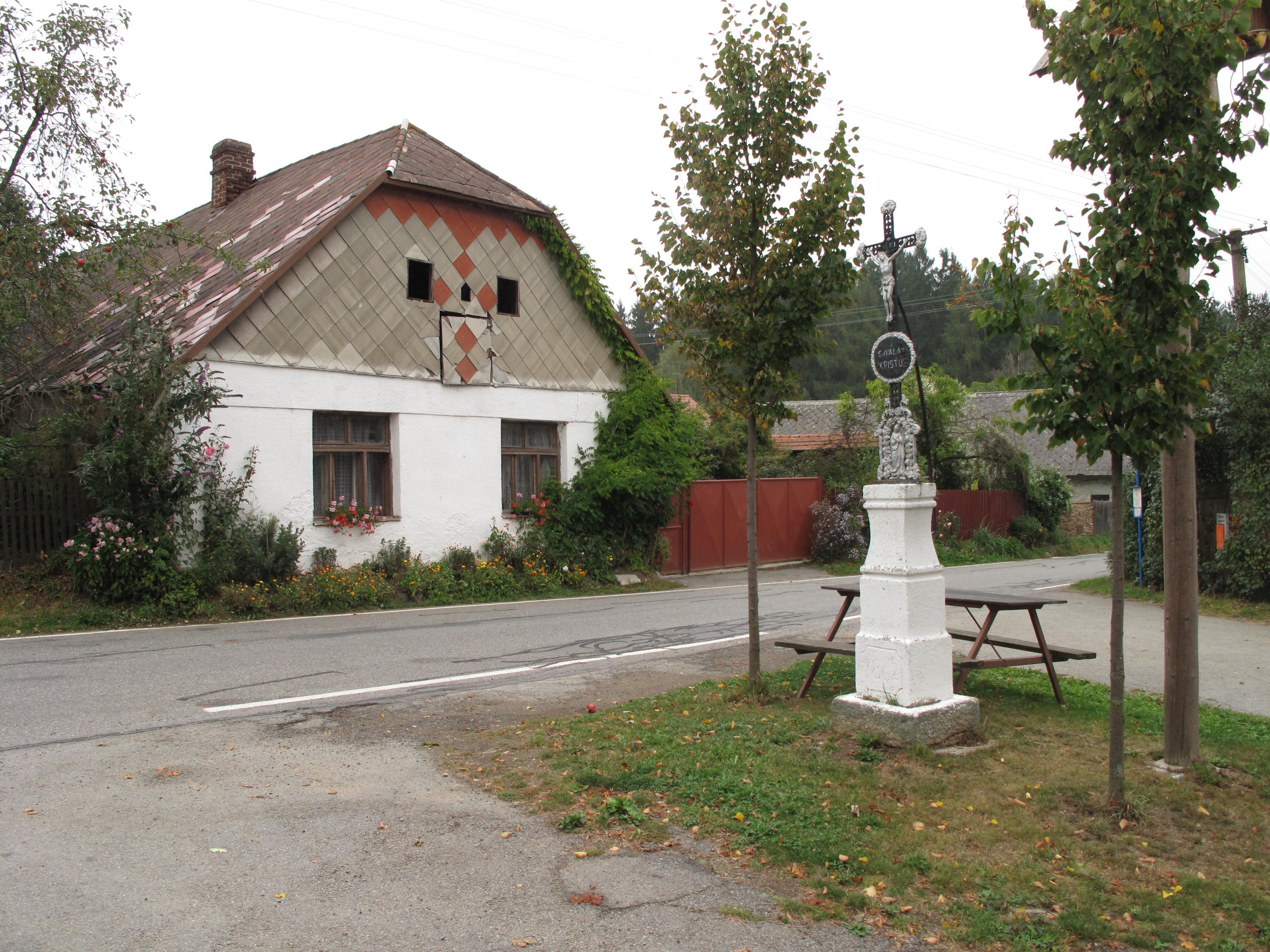
Náves
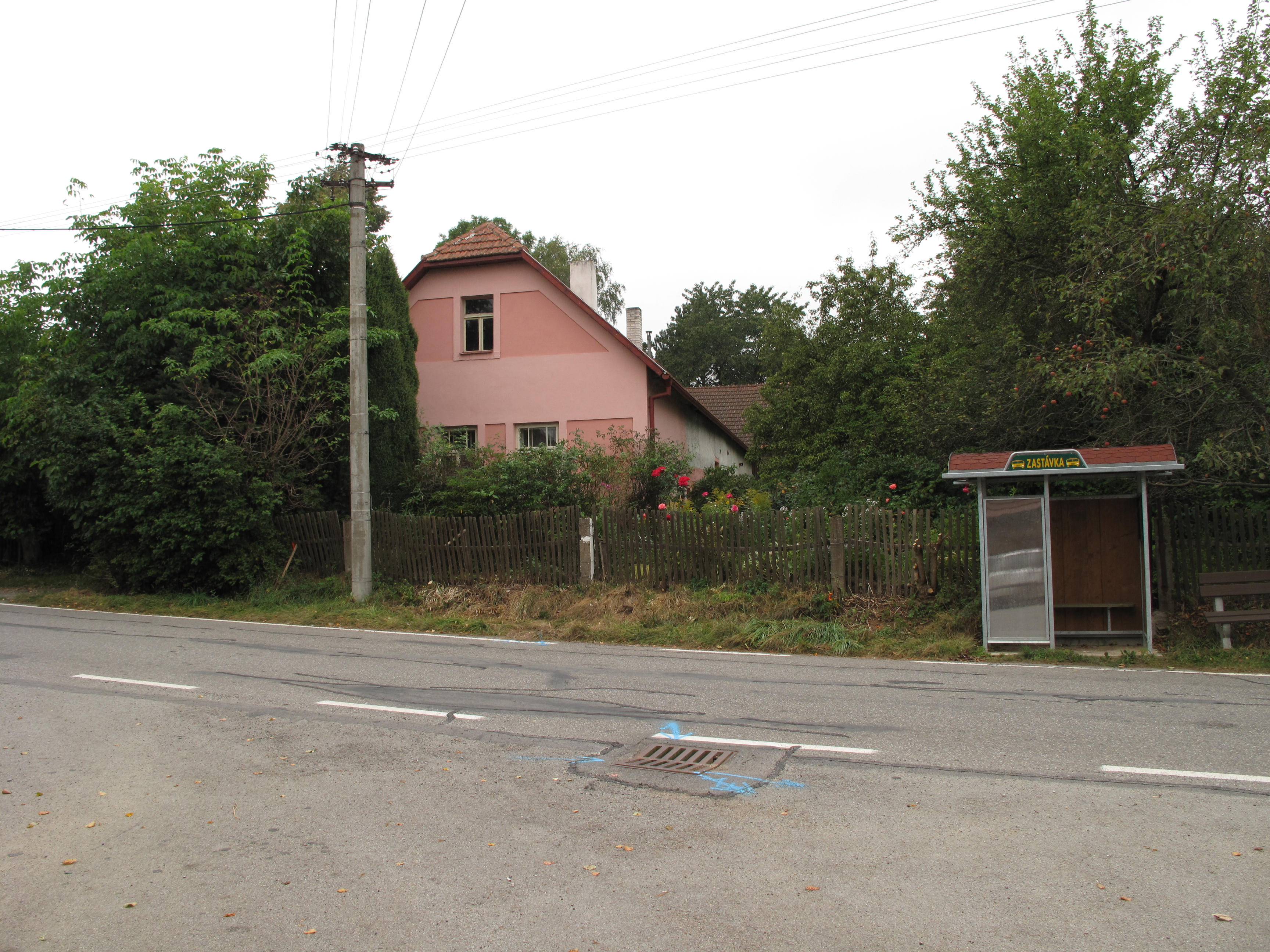
Dům a zastávka